# 신륵사
신륵사(神勒寺)는 경기도 여주시 봉미산에 위치한 대한불교조계종 소속의 사찰로서 신라 시대 때 창건되었다고 여겨진다.
일반적으로 한국의 절은 산 속에 짓는 경우가 많은데 반하여 신륵사는 남한강이 보이는 강변에 세워져 있다. 조계종 제2교구 본사 용주사의 말사이다.

## 역사

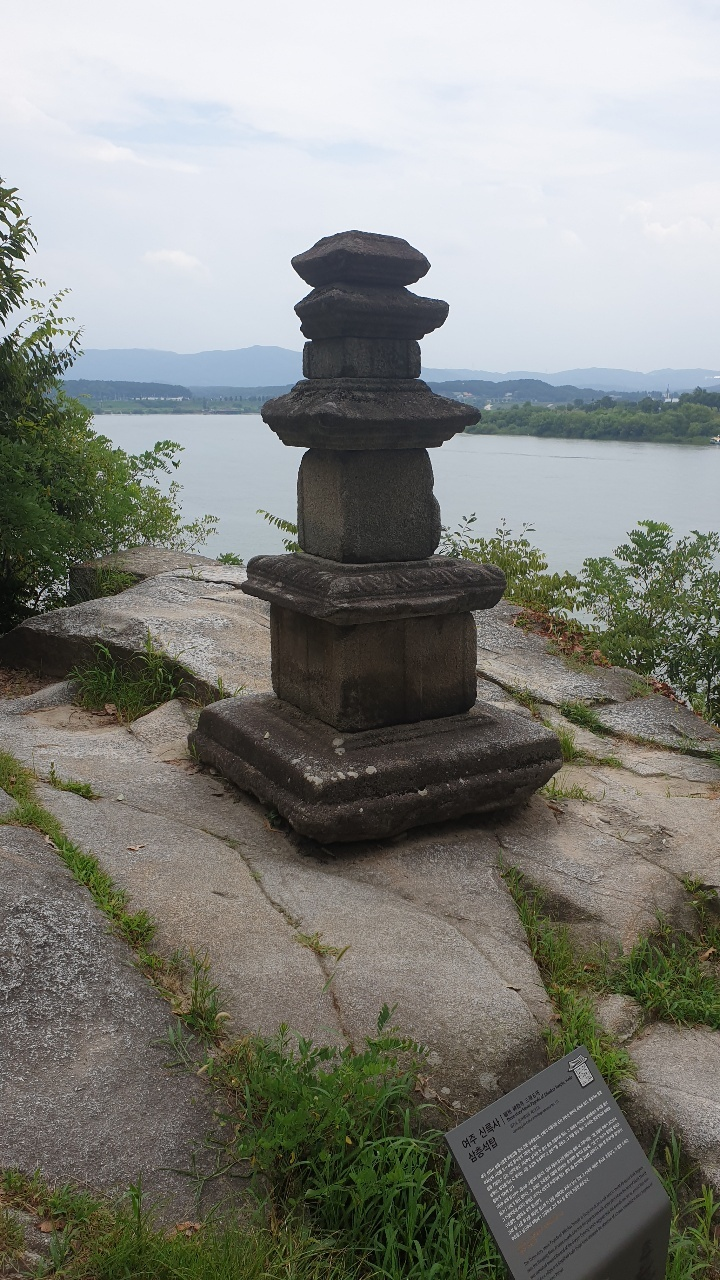
여주 신륵사 삼층석탑의 모습.

신라 때 처음 지어진 것으로 전해진다. 전설에 따르면 신라 진평왕 때 원효가 아홉 마리의 용이 승천한 연못을 메우고 창건했다. "신륵(神勒)"이라는 절 이름의 유래로는 세 가지 이야기가 있다. 첫 번째는 신이한 미륵(彌勒)에서 유래했다는 이야기이다. 두 번째와 세 번째는 신륵사의 륵(勒)자는 말을 다스린다는 뜻이 있다는 것과 관련이 있다. 두 번째는 고려 우왕 때 왕사 나옹(王寺懶翁)이 사람들에게 피해를 주는 용마를 신비한 굴레를 씌워 얌전하게 다스렸다는 이야기이다. 세 번째는 고려 고종 때 건너마을에 사나운 용마가 자주 나타나 사람들을 괴롭히자 승려 인당(印塘)이 나타나 고삐를 잡아채자 순해졌다는 이야기이다. 설화에 나타난 신력과 굴레에서 신륵(神勒)이라는 이름이 나왔다고 전해진다.
신륵사에서는 고려의 고승인 나옹이 머물러 절이 크게 확장되었다. 나옹은 1376년(우왕 2)에 신륵사에서 사망하여 이색이 이곳에 대장각을 짓고 《대장경》을 봉안했다. 지금은 나옹과 나옹의 제자인 무학의 영정이 봉안되어 있다. 1379년(우왕 5)에 각신(覺信)·각주(覺珠) 등이 이 절을 크게 짓고, 나옹의 부도(浮屠)를 세웠다.
조선 시대에는 1440년(세종 22)에 중수하였으며, 1473년(성종 4)에 세종의 능인 영릉을 여주로 이장하면서 영릉의 원찰로 신륵사가 지정되었다. 이때 국가에서 확장하여 크게 중수되어 사찰명은 보은사(報恩寺)로 바뀌었다. 1671년(현종 12)에는 계헌(戒軒), 1702년(숙종 28)에는 위학(偉學) · 천심(天心) 등이 중수하였다.
원찰로서의 의미가 약해진 뒤 신륵사라는 이름으로 돌아왔다.

## 관련 문화재

### 보물
- 여주 신륵사 조사당 - 보물 제180호
- 여주 신륵사 다층석탑 - 보물 제225호
- 여주 신륵사 다층전탑 - 보물 제226호
- 여주 신륵사 보제존자석종 - 보물 제228호
- 여주 신륵사 보제존자석종비 - 보물 제229호
- 여주 신륵사 대장각기비 - 보물 제230호
- 여주 신륵사 보제존자석종 앞 석등 - 보물 제231호
- 여주 신륵사 목조아미타여래삼존상 - 보물 제1791호

### 경기도 유형문화재
- 여주 신륵사 극락보전 - 경기도 유형문화재 제128호
- 여주 신륵사 팔각원당형석조부도 - 경기도 유형문화재 제195호
- 여주 신륵사 건륭삼십팔년명 동종 - 경기도 유형문화재 제277호
- 여주 신륵사 극락보전 삼장보살도 - 경기도 유형문화재 제278호

### 경기도 문화재자료
- 여주 신륵사 삼층석탑 - 경기도 문화재자료 제133호
- 여주 신륵사 원구형석조부도 - 경기도 문화재자료 제134호
- 여주 신륵사 삼화상진영 - 경기도 문화재자료 제167호

## 갤러리

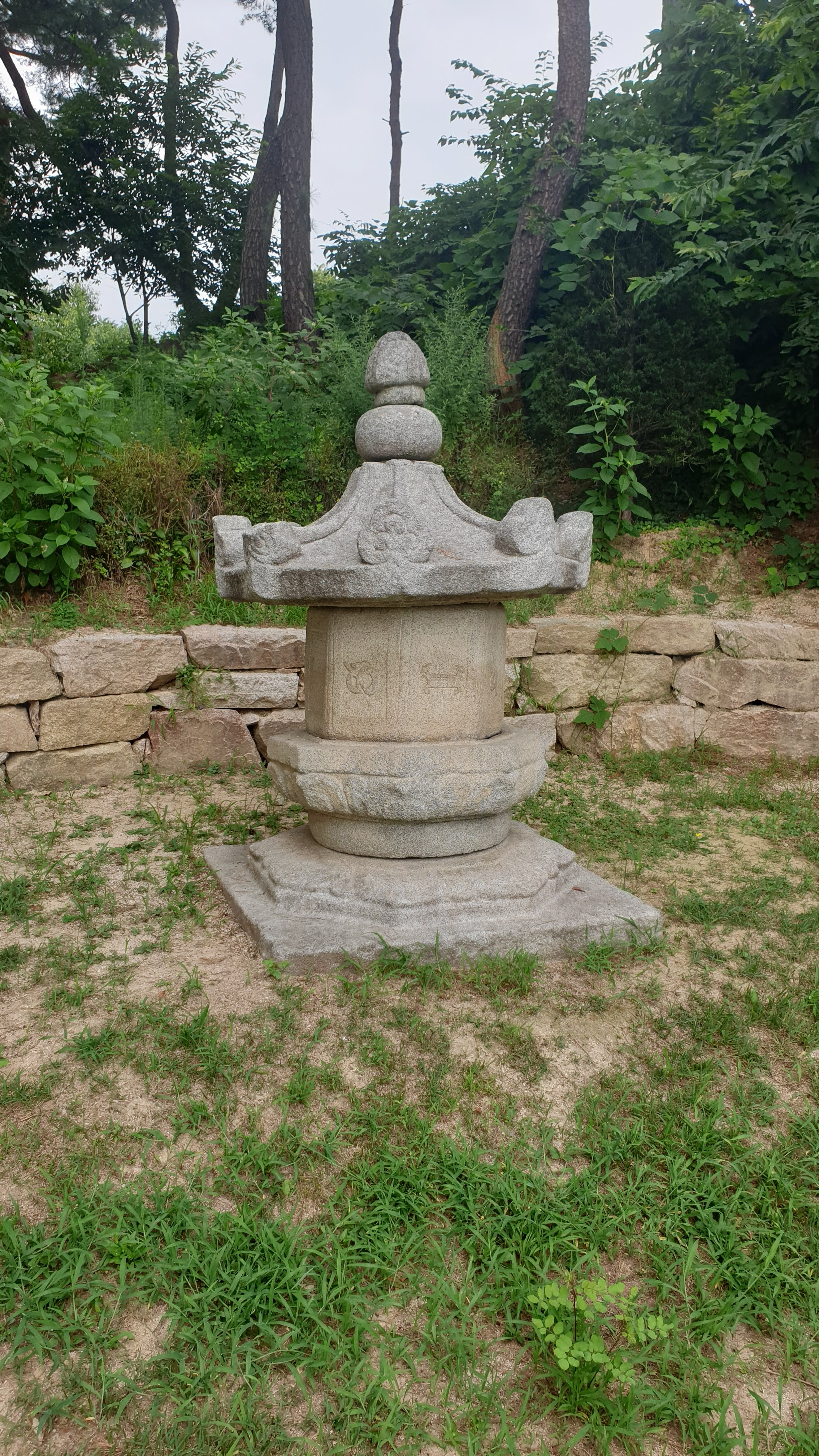
신륵사 팔각원당형석조부도
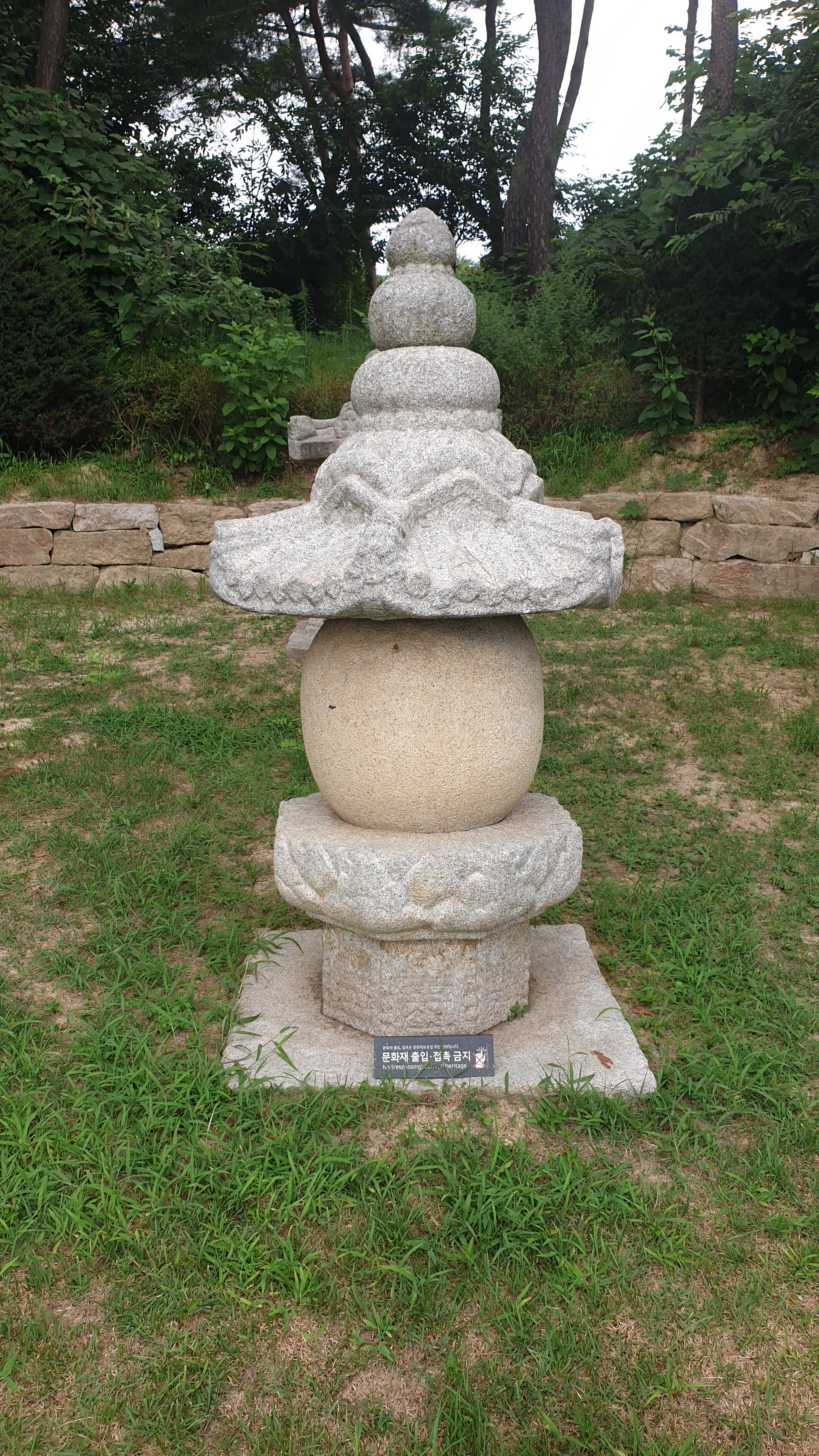
신륵사 원구형석조부도

## 같이 보기
- 봉미산
- 이혼성 - 1923년 주지

## 참고자료
- “창건과 사찰명의 유래”. 신륵사. 2008년 5월 22일에 확인함.

## 참고 문헌
- 이 문서에는 다음커뮤니케이션(현 카카오)에서 GFDL 또는 CC-SA 라이선스로 배포한 글로벌 세계대백과사전의 내용을 기초로 작성된 글이 포함되어 있습니다.

## 사건사고
1963년 10월 23일 경기도 여주군(현 여주시) 신륵사로 소풍을 다녀오던 시흥군 안양읍(현 안양시) 흥안국민학교(현 안양남초등학교) 5, 6학년생[47] 어린이와 교사, 학부형 등 150명을 태운 나룻배가 남한강을 건너던 중 뒤집혀 어린이 38명과 인솔하던 교장을 포함한 학부모 11명이 익사했다.